# Bataille de Tempé
Bataille de Grèce
Seconde Guerre mondiale
La bataille de Tempé, en grec moderne : Μάχη των Τεμπών / Máchi ton Tempón, également appelée bataille de la gorge de Tempé et bataille de la gorge de Pinios, est un combat d'arrière-garde mené par les troupes australiennes et néo-zélandaises, lors de l'invasion allemande de la Grèce,  le 18 avril 1941. La bataille se déroule au milieu de l'avancée des forces allemandes, dans le centre de la Grèce, et voit un élément de la taille d'une brigade, surnommé « Force Anzac », mener une action de retardement contre des éléments de deux divisions allemandes, soutenus par des forces blindées. Au cours d'une journée de durs combats, les Anzac subissent de lourdes pertes et sont contraints de quitter la gorge, mais leur résistance permet aux autres forces alliées de se retirer par Larissa, et une nouvelle position défensive est ensuite établie autour des Thermopyles. 

## Contexte
Alors que le principal contingent allié se replie des forces allemandes vers le sud de la Grèce, une action d'attente est jugée nécessaire pour retarder les Allemands qui les poursuivent dans la vallée de Tempé, un site jugé approprié pour la défense. La force affectée à cette action est baptisée Force Anzac. Elle est relativement petite, composée de deux bataillons de la Seconde force impériale australienne de la 16e brigade australienne - les 2/2e et 2/3e - combattant aux côtés de forces néo-zélandaises composées du 21e bataillon néo-zélandais (en), de la 26e Batterie du 4e régiment de campagne et de la Troupe L du 7e régiment anti-tank.
Certaines de ces unités avaient récemment combattu en Libye contre les Italiens, avant d'être transportées à la hâte en Grèce pour aider à contrer l'invasion allemande. La Force Anzac est commandée par le général Arthur Allen. Les unités australiennes sont armées de mortiers, d'armes légères et de fusils antichars, tandis que la force néo-zélandaise dispose de pièces d'artillerie, dont des canons de 25 livres, mais manque de munitions. Les fusils antichar Boys sont largement inefficaces, et les chenillettes d'infanterie Universal Carrier doivent être remplacées. À cette époque, il n'y a presque pas de blindés britanniques en Grèce, de nombreux chars ayant été détruits par des chars Waffen-SS lors de la bataille de Vevi, le 13 avril.

## Bataille
Le 18 avril, la 6e division de montagne allemande, commandée par le général Ferdinand Schörner, s'aligne sur l'autre rive de la rivière Pénée, par rapport à la force Anzac. La rivière est franchissable à pied à cet endroit. L'objectif des Allemands est d'attaquer le goulot d'étranglement de Larissa, où le corps principal des Anzac s'engouffre, et de couper leur retraite. L'objectif d'Allen est de tenir la zone avec son unité pour protéger le retrait de la force principale.
La force Anzac s'aligne le long des points de passage allemands attendus. Les compagnies sont positionnées de manière plutôt clairsemée, avec 900 m entre chacune d'elles. Le 2/2e bataillon australien doit soutenir le quartier général d'Allen. Il se trouve à la position de défense la plus vitale, au centre de la ligne, en face de Gónni, d'où les forces allemandes vont attaquer. Le 21e bataillon néo-zélandais se forme sur la droite et détruit un pont pour empêcher son utilisation par les Allemands. Le 21e a cependant subi des pertes antérieures à Platamon et a perdu une grande partie de son équipement. Deux compagnies du 2/3e Bataillon australien sont positionnées sur la gauche.
La confrontation commence juste après 7 heures avec une attaque de Gónni vers le 2/2e bataillon ; plus tard, vers midi, des unités allemandes, dirigées par le Lieutenant-Colonel Hermann Balck, attaquent le 21e bataillon néo-zélandais. Balck a déjà repoussé le 21e bataillon, quelques jours auparavant, à Platamon,  surpris par l'apparition de véhicules allemands en raison du terrain,.
Le 21e bataillon néo-zélandais ne peut résister face aux unités de Balcks, et est presque débordé, se repliant dans les collines. À ce moment-là, des chars allemands traversent la rivière Pinios, que le 21e bataillon garde. La 22e est donc la seule unité restée sur le terrain pour poursuivre la bataille. Une unité de porte-canons Bren tente de repousser les troupes allemandes qui traversent la rivière, mais elle échoue et certains des porte-canons sont perdus. Les mortiers sont initialement hors de portée des troupes allemandes, mais sont délibérément (et dangereusement) surchargés pour leur donner une plus grande portée. Malgré des actions de maintien désespérées, à 17h30, la bataille dégénère au chaos et le 2/2e est dispersé sous les attaques allemandes.

## Conséquences
À 18 h 45, les compagnies qui peuvent être contactées reçoivent l'ordre de se retirer. Les forces Anzac ont été fortement diminuées par les attaques allemandes, mais elles réussissent à tenir le terrain pendant la journée, permettant aux forces principales de s'échapper par Larissa. Les Australiens et les Néo-Zélandais se déplacent pendant toute la nuit, avec des éléments menant de nouvelles actions de retardement pendant leur retrait, et à l'aube du 19 avril, ils occupent une nouvelle position défensive autour des Thermopyles. Les pertes de la 16e brigade au cours de la bataille s'élevent à environ 80 tués ou blessés et 120 capturés. Le 21e bataillon néo-zélandais compte quatre morts ou blessés. Les pertes allemandes s'élevent à environ 140 tués ou blessés. À la suite de la bataille, le 2/2e bataillon est en grande partie démantelé et ne combat en tant qu'unité complète qu'après la fin des combats en Grèce.